# وینتربون استیپلتون
وینتربون استیپلتون (به انگلیسی: Winterbourne Steepleton) یک روستا و محله مدنی در بریتانیا است که در West Dorset واقع شده‌است. وینتربون استیپلتون ۲۹۷ نفر جمعیت دارد.